# Menhire von Lavajo
Koordinaten: 37° 30′ 5″ N, 7° 32′ 6″ W
Die Menhire von Lavajo im Süden Portugals (bei Balucos Kreis Alcoutim im äußersten Nordosten des Distrikt Faro) sind Monolithen und bestehen aus zwei Menhirgruppen im Abstand von 250 m, die durch das Tal des Lavajo getrennt werden.

## Geschichte

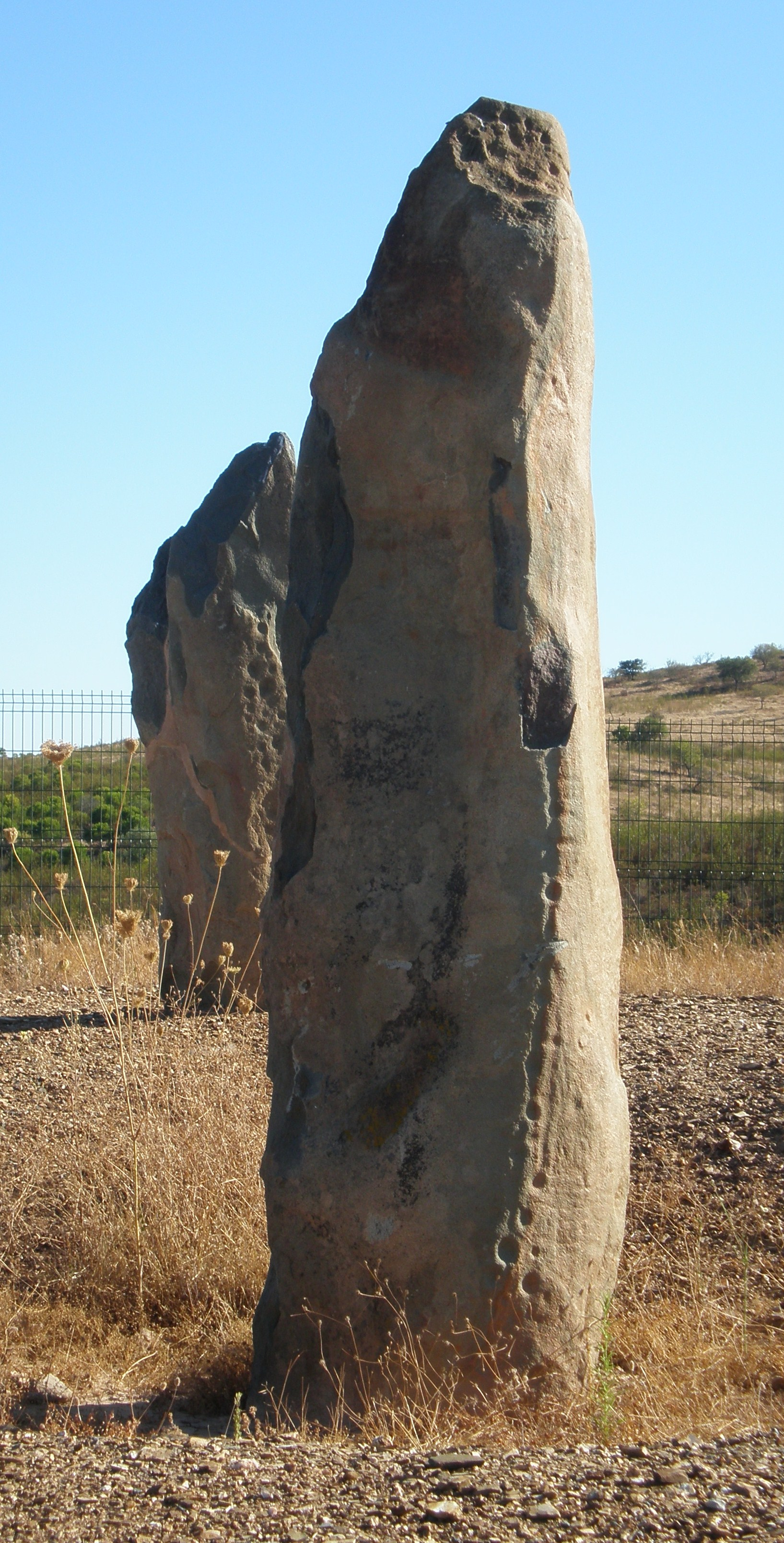
Die Menhire von Lavajo

Die großen Steine werden dem späten Neolithikum oder der frühen Kupferzeit zugewiesen, wurden also vermutlich um 3500 v. Chr. aufgestellt. Solche Menhire tauchten um diese Zeit im Süden Portugals häufiger auf, während sie in Zentralportugal erst um 3000 v. Chr. erschienen. Sie bezeichneten möglicherweise territoriale Grenzen oder heilige Plätze. Untersucht wurden die Steine bei Grabungen in den Jahren 1998 und 2001, nachdem bereits 1994 bei unsachgemäßen Versuchen, die Steine wieder aufzurichten, schwerer Schaden angerichtet worden war.

## Gegenwart
Heute besteht Lavajo I aus zwei Monolithen. Die ursprünglich drei Steine bestehen aus Grauwacke, der dritte, stark zerfallene Stein befindet sich im Museum von Alcoutim. Der größere der beiden noch in situ befindlichen Steine ist mit 3,14 m der größte Grauwacke-Menhir Portugals. Die erhaltenen Steine von Lavajo I waren, im Gegensatz zu den vier Steinen von Lavajo II, die im Nordosten stehen, dekoriert. Nur der größte Stein von Lavajo I ist als Monolith erhalten, der zweite wurde aus drei Blöcken wieder zusammengefügt, der dritte ist stark beschädigt. Von ihm ist nur ein Stück der Vorderseite erhalten. Die ursprünglichen Positionen der Steine ließen sich nicht genau ermitteln, nur der größte gehört in eine dafür gegrabene Vertiefung. Diese Grube wurde 1994 stark beschädigt, als man versuchte, den Menhir wieder aufzurichten. Darüber hinaus wurde der Stein falsch herum aufgestellt.
Die vier undekorierten Steine von Lavajo II bildeten eine West-Ost orientierte Steinreihe. Auch in Lavajo II befand sich nur noch ein Stein in situ. Dennoch konnte anhand von Bodenspuren die ursprüngliche Aufstellung rekonstruiert werden. In den Gruben fanden sich Überreste von Opfergaben, die beim Bau hinterlassen wurden.
Bemerkenswert ist, dass die Stellen zu den wenigen in der trockenen Region zählen, die unmittelbaren Zugang zu Trinkwasser bieten. Was insbesondere bei orkadischen Menhiren die Regel ist. Dies diente möglicherweise einer Gartenwirtschaft auf den neolithischen Hügeln. Flint und Amphibolit deuten auf weiträumigen Austausch innerhalb der Algarve und nach Südspanien.

## Belege
1. ↑  Lawrence Guy Straus: The Mesolithic of Atlantic Iberia, in: Geoff Bailey, Penny Spikins (Hrsg.): Mesolithic Europe, Cambridge University Press 2008, S. 302–327, hier: S. 326.